# Biotopo Palù Raier
Il Biotopo Palù Raier (in tedesco Biotop Raier-Moos) è un'area naturale protetta dell'Alto Adige istituita nel 1986 nel comune di Naz-Sciaves.
Occupa una superficie di 10,45 ha.

## Fauna
La palude è un habitat di comuni piante acquatiche ed è importante per la propagazione di anfibi e libellule.

## Flora
Carex nigra, Carex panicea, Carex davallianae, Eriophorum latifolium, Equisetum palustre, Primula farinosa e alcune orchidee Dactylorhiza incarnata, Epipactis palustris. 
La valle a sud è una distesa di acqua con canneti e tifa.